# الذباح (مناخة)

تعديل مصدري - تعديل

الذباح هي إحدى قرى عزلة المغارب بمديرية مناخة التابعة لمحافظة صنعاء، بلغ تعداد سكانها 461 نسمة حسب تعداد اليمن لعام 2004.